# Percy Wenrich
amerikansk kompositör Percy Wenrich, född 23 januari 1887 i Joplin Missouri, död 17 mars 1952 i New York New York, var en amerikansk kompositör av ragtime och populärmusik.